# Монеро
Монеро (код: XMR) је децентрализована криптовалута отвореног кода, позната по снажном фокусу на приватност и анонимност. Заснована је на протоколу CryptoNote и користи технике као што су прстенасти потписи, скривене адресе и поверљиве трансакције (RingCT) како би сакрила податке о пошиљаоцу, примаоцу и износу трансакције.
Због високог нивоа анонимности, Монеро је привукао пажњу и као средство плаћања на даркнет платформама, као и за прикупљање средстава од стране терористичких организација, што је изазвало забринутост код регулаторних тела и агенција за спровођење закона.

## Историја
Монеро је покренут 18. априла 2014. године као форк криптовалуте Bytecoin, прве имплементације CryptoNote протокола. Пројекат је иницијално назван BitMonero (комбинација речи "биткоин" и "монеро", што на есперанту значи кованица), али је убрзо скраћен на Монеро.
Развој Монера води заједница отвореног кода без централизованог руководства. Тим од више програмера, неки од којих су анонимни, стално ради на унапређивању приватности и ефикасности мреже. Монеро је временом стекао репутацију једне од најприватнијих и најанонимнијих криптовалута.

## Карактеристике Монера
Монеро се разликује од већине других криптовалута по свом снажном фокусу на приватност. Неки од главних техничких елемената који то омогућавају су:
- Кружни потписи (Ring Signatures): Омогућавају да се сакрије који корисник потписује трансакцију.[7]
- Скривене адресе (Stealth Addresses): Сваки прималац добија једнократну адресу, чиме се прикрива његов идентитет.[8]
- Заштићени износи (RingCT): Сакривају тачан износ трансакције.[9]
- Динамичка величина блока: За разлику од Биткоина, Монеро нема фиксну величину блока, што омогућава бољу скалабилност.[10]

Монеро је фокусирано на заменљивост (fungibility), што значи да се свака јединица криптовалуте третира исто и не може бити „означена“ као компромитована или учествовала у илегалним трансакцијама.

### Мајнинг
Монеро користи алгоритам RandomX, који је оптимизован за рударење на обичним процесорима (CPU), чиме се намерава смањити предност великих рударских фарми и АСИЦ уређаја. То омогућава већој групи корисника да учествује у мрежи и допринесе њеној безбедности.
Блокови се у Монеро мрежи генеришу приближно свака два минута, а рудари добијају награду за сваки откривени блок. До маја 2022. године, ова награда се смањивала како је растао укупан број монета у оптицају. Међутим, од маја 2022. године уведен је стални tail emission механизам — фиксна и трајна награда од 0.6 XMR по блоку, која се више не смањује.
Tail emission служи као одржив начин стимулисања рудара да наставе обезбеђивати мрежу чак и након што је главни део понуде новца емитован. Овај механизам осигурава да Монеро има континуирани инфлаторни модел, али изузетно мали, што га чини предвидивим и стабилним на дужи рок.